# Aneta Mihaly
Aneta Mihaly, född den 23 september 1957 i Axintele i Rumänien, är en rumänsk roddare.
Hon tog OS-silver i åtta med styrman i samband med de olympiska roddtävlingarna 1984 i Los Angeles.